# أعظم طفل في العالم (فلم)
أعظم طفل في العالم هو فيلم دراما مصري من إخراج جلال الشرقاوي  وبطولة رشدي أباظة، هند رستم، ميرفت أمين، عمر خورشيد وصلاح السعدني.

## نبذه
تدور أحداث الفيلم حول فتحي - الدكتور الجامعي المعار إلى جامعة بيروت - وزوجته سامية التي تعمل كمذيعة لبرامج السيدات في التلفزيون واللذان يتفاجآن ذات يومٍ بقدوم ماتيلدا ابنة صديق فتحي السويدي للإقامة معهما، تشعر سامية بالغيرة الشديدة من جمال ماتيلدا الفائق بينما تبدأ ماتيلدا في مغازلة فتحي والتصريح بإعجابها به ورغبتها في مشاركته في مشروع ما ،ويحاول فتحي مقاومة إغراء ماتيلدا بكل السبل.

## طاقم العمل
- رشدي أباظة بدور دكتور فتحي
- هند رستم بدور سامية
- ميرفت أمين بدور ماتيلدا

## وصلات خارجية
- مقالات تستعمل روابط فنية بلا صلة مع ويكي بيانات